# Östra Lökomsvattnen
Östra Lökomsvattnen är en sjö i Sollefteå kommun i Ångermanland och ingår i Ångermanälvens huvudavrinningsområde. Sjön har en area på 0,0691 kvadratkilometer och ligger 185,1 meter över havet. Sjön avvattnas av vattendraget Simsjöån.

## Delavrinningsområde
Östra Lökomsvattnen ingår i det delavrinningsområde (700269-158825) som SMHI kallar för Inloppet i Simsjön. Medelhöjden är 193 meter över havet och ytan är 13,62 kvadratkilometer. Det finns inga avrinningsområden uppströms utan avrinningsområdet är högsta punkten. Simsjöån som avvattnar avrinningsområdet har biflödesordning 2, vilket innebär att vattnet flödar genom totalt 2 vattendrag innan det når havet efter 24 kilometer. Avrinningsområdet består mestadels av skog (95 procent). Avrinningsområdet har 0,28 kvadratkilometer vattenytor vilket ger det en sjöprocent på 2,1 procent.